# Микец, Дамир
Дамир Микец (серб. Дамир Микец; род. 31 марта 1984, Сплит) — сербский спортсмен, стрелок, чемпион Европейских игр. Серебряный призёр Олимпийских игр 2020 в Токио.

## Спортивные достижения
В 2008 году принял участие в первом крупном международном спортивном соревновании — летних Олимпийских играх в Пекине (Китай), на которой участвовал в двух дисциплинах: пневматический пистолет, 10 метров (14-е место в квалификации), пистолет, 50 метров (8-е место в квалификации и 7-е место в финале).
На летней Универсиаде 2011 года в Шэньчжэне завоевал серебро (пистолет, 50 м).